# Namin
Namin – miasto w Iranie, w ostanie Ardabil. W 2016 roku liczyło 13 659 mieszkańców.